# De Kronieken van Narnia: Het laatste gevecht
Het Laatste Gevecht is in chronologische volgorde het zevende en laatste deel van De Kronieken van Narnia van de schrijver C.S. Lewis. Het Engelse origineel uit 1956 heet The Last Battle. De eerste Nederlandse vertaling was in 1959 met de titel De Laatste Strijd met een tweede druk in 1978; hervertaald en hernoemd tot Het Laatste Gevecht in 1993.
C.S. Lewis ontving in 1956 voor de Engelse versie de Carnegie Medal, een Britse boekenprijs.

## Het verhaal
In de laatste dagen van Narnia vindt een aap, Draaier, een leeuwenvacht. Deze woont samen met Puzzel de ezel aan de grote rivier bij de waterval, maar Draaier heeft het voor het zeggen. Hij laat Puzzel, die eigenlijk alles maar goed vindt, de vacht aantrekken. Van een afstand lijkt Puzzel nu net een echte leeuw, zeker voor dieren en mensen die nog nooit een echte leeuw gezien hebben. Draaier beweert dat Puzzel Aslan is, en laat zich door de wezens in het bos in de watten leggen onder het motto dat Aslan te aardig is geweest, en dat het tijd wordt om hard voor hem te werken. Steeds meer dieren sluiten zich aan en Draaier krijgt een groot deel van Narnia in zijn macht.
Tirian, de laatste koning van Narnia, komt dit ter ore wanneer hem klachten bereiken over het kappen van bomen. Wanneer hij poolshoogte neemt blijkt dat Draaier een aantal Calormeners naar Narnia heeft laten komen en zij de Sprekende Paarden hout laten sjouwen. Draaier blijkt zowel het hout als de paarden aan Calormen te hebben verkocht. Tirian wordt gevangengenomen en ziet nu wat er aan de hand is. Iedere avond komt "Aslan" even uit een stal naar buiten en brengen de dieren hem geschenken. Draaier zegt zogenaamd "wat Aslan hem heeft verteld". Inmiddels verklaart hij dat de god van de Calormeners, Tash, dezelfde is als Aslan. Draaier gaat het om niets meer dan eten en een lui leventje, maar hij heeft iets in gang gezet dat hij niet meer kan tegenhouden. Chili de kater en Rishda de Calormener bepalen nu wat er gebeurt, en verkwanselen Narnia met al zijn inwoners aan Calormen. Het Calormeense leger valt Narnia binnen en brandt Cair Paravel plat.
Uiteindelijk keren Eustaas en Jill terug naar Narnia. Zij kunnen het tij echter niet keren en het draait uit op een gevecht bij de stal. Een klein deel van de dieren kiest partij voor de koning en drijft hen de stal in. Daar blijkt dat de stal in werkelijkheid toegang geeft tot een andere wereld, een Narnia-binnen-Narnia, dat echter veel mooier is dan het "oude" Narnia. Ook alle andere kinderen zijn er, plus Digory en Polly die inmiddels al volwassen zijn. Aslan verschijnt en verklaart dat het tijd is. Vanuit de stal ziet iedereen dat de sterren uit de lucht vallen en de wezens die in Narnia geleefd hebben allemaal naar Aslan komen. Zij gaan vervolgens, nadat Aslan ze heeft aangeraakt, de stal in of verdwijnen in de duisternis. Vervolgens wordt Narnia volledig vernietigd, en sluit Peter Pevensie de Hoge Koning de deur. 
Het blijkt dat dit het echte Narnia is, en dat het "oude" Narnia, net als de wereld waarin wij leven, slechts een schaduw en een droom is. De wereld waar ze dan in zijn is weer slechts een schaduw van de volgende wereld, die weer helderder en beter is. Digory verwijst daarbij naar Plato, die ook stelde dat de wereld slechts een schaduw was van een betere wereld, zie ook de allegorie van de grot. Alle werelden zijn slechts uitlopers van het land van Aslan. De kinderen zijn bang dat ze weer wegmoeten, maar Aslan stelt hen gerust. In de echte wereld zijn ze allemaal overleden in een treinongeluk. Ze mogen voor altijd blijven in het nieuwe, echte Narnia.

## Thematiek
Het boek vormt ook in de christelijke symboliek van Lewis een sluitstuk. Het bevat talrijke verwijzingen naar het Laatste Oordeel en de Antichrist (Draaier die een valse Aslan presenteert), terwijl Tash refereert aan Satan. 